# FC Domagnano
FC Domagnano is een San Marinese voetbalclub uit Domagnano.
De club werd in 1966 opgericht als SP Domagnano en was in 1985 medeoprichter van de hoogste klasse. Na het eerste seizoen werd de competitie herleid naar negen teams en degradeerde de club. Na één seizoen in tweede klasse keerde de club terug en speelt daar nog steeds onafgebroken. In 1989 werd de club kampioen. In de jaren 90 moest de club van op de zijlijn toekijken al werd wel enkele keren de beker gewonnen. Vanaf 2002 werd de club een dominerende club.

## In Europa
Uitslagen vanuit gezichtspunt FC Domagnano
| Seizoen                                                    | Competitie | Ronde | Land              | Club               | Totaalscore | 1e W    | 2e W    | PUC |
| ---------------------------------------------------------- | ---------- | ----- | ----------------- | ------------------ | ----------- | ------- | ------- | --- |
| 2002/03                                                    | UEFA Cup   | Q     | Vlag van Tsjechië | FK Viktoria Žižkov | 0-5         | 0-2 (T) | 0-3 (U) | 0.0 |
| 2003/04                                                    | UEFA Cup   | Q     | Vlag van Rusland  | Torpedo Moskou     | 0-9         | 0-5 (U) | 0-4 (T) | 0.0 |
| 2005/06                                                    | UEFA Cup   | 1Q    | Vlag van Slovenië | NK Domžale         | 0-8         | 0-5 (T) | 0-3 (U) | 0.0 |
| Totaal aantal behaalde punten voor UEFA coëfficiënten: 0.0 |            |       |                   |                    |             |         |         |     |

Zie ook
- Deelnemers UEFA-toernooien San Marino
- Ranglijst van alle clubs die in de diverse Europa Cups zijn uitgekomen